# Ante Žižić
Ante Toni Žižić (* 4. Januar 1997 in Split) ist ein kroatischer Basketballspieler, der auf der Position des Centers eingesetzt wird.

## Werdegang
Žižić spielte im Jugendbereich von KK Split, in der Saison 2013/14 beim Zweitligisten KK Ribola Kaštela und ab 2014 für Cibona Zagreb. In der Adriatischen Basketballliga machte er in der Saison 2015/16 mit Mittelwerten von 13,4 Punkten und 8 Rebounds sowie 2016/17 mit 20 Punkten und 9,2 Rebounds auf sich aufmerksam. Ab Januar 2017 gehörte der Innenspieler zum Aufgebot des türkischen Erstligisten Darüşşafaka SK Istanbul, für den er bis Saisonende 2016/17 auflief. In 16 Hauptrundenspielen für Darüşşafaka erzielte der Kroate im Schnitt 9,8 Punkte sowie 4,6 Rebounds.
Žižić, dessen Rechte sich die Boston Celtics beim NBA-Draftverfahren im Jahr 2016 gesichert hatten, wechselte 2017 in die Vereinigten Staaten. Allerdings nicht nach Boston, sondern zu den Cleveland Cavaliers, die Žižić zuvor im August 2017 im Rahmen eines Tauschgeschäfts erhalten hatten. In seinem ersten USA-Jahr kam der Kroate sowohl für die Cleveland Cavaliers in der NBA als auch für deren Ausbildungsmannschaft Canton Charge in der NBA G-League zum Einsatz. Seine höchsten Einsatzzeiten erhielt Žižić in Cleveland während der Saison 2018/19, als er in rund 18 Minuten Spielzeit je Begegnung im Mittel 7,8 Punkte sowie 5,4 Rebounds erzielte.
Ende August 2020 gab der israelische Spitzenverein Maccabi Tel Aviv die Verpflichtung des Kroaten bekannt. 2021 wurde er mit der Mannschaft Meister, im Sommer 2022 wechselte Žižić zu Anadolu Efes SK in die Türkei. 2023 wurde er mit der Mannschaft türkischer Meister. Am Jahresende 2023 wechselte er zu Virtus Bologna nach Italien. 2025 gewann er mit Bologna die italienische Meisterschaft.
In der Sommerpause 2025 kehrte Žižić in die Türkei zurück und wurde Spieler von Beşiktaş JK Istanbul.

### Nationalmannschaft
Mit den kroatischen Jugend-Nationalmannschaften wurde er 2014 Dritter der U18-Europameisterschaft und 2015 Zweiter der U19-Weltmeisterschaft. Er wurde Mitglied der kroatischen Herrennationalmannschaft.

## Erfolge
- Italienischer Meister: 2025
- Türkischer Meister: 2023
- Israelischer Meister: 2021
- Silber bei der U19-WM: 2015
- Bronze bei der U18-EM: 2014